# 601 Eskadra IAF

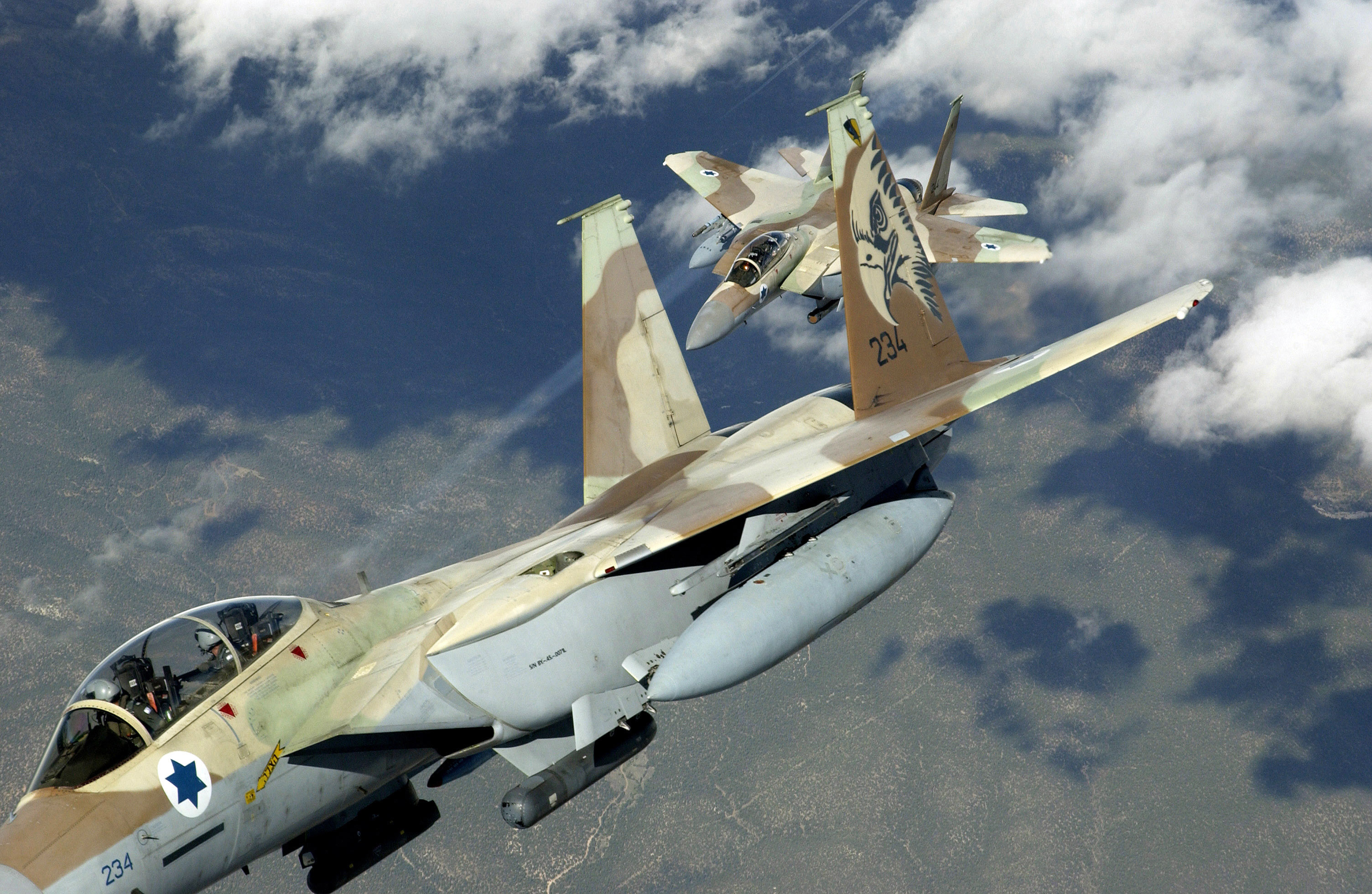
F-15I Ra'am.

601 Eskadra – doświadczalna eskadra Sił Powietrznych Izraela, bazująca w Tel Nof w Izraelu.
Piloci eskadry przeprowadzają testy samolotów i nowych systemów uzbrojenia.

## Wyposażenie
Na wyposażeniu 601 Eskadry znajdują się następujące samoloty:
- myśliwce przewagi powietrznej F-15I Ra'am,
- samoloty wielozdaniowe F-16A/B/C/D.